# لزرق بن علو
الأزرق بن علو (بالدارجة يلفظ: لزرق) (بالفرنسية: Benallou Lazreg) هو ديبلوماسي جزائري وكاتب صحفي وروائي. من مواليد 1932 في قرية أولاد بركات بواد السلام في ولاية غليزان.

## حياته

### نشأته
بعد وفاة الأب انتقلت الأسرة إلى مدينة غليزان حيث عمل الشاب في سوق الخضر المركزي، وتابع دروس اللغةالعربية في مدرسة جمعية العلماء المسلمين شعبة بلدية غليزان.

### تعليمه
- 1950: تفضلت جمعية المدرسة بإرساله إلى معهد عبد الحميد لمواصلة دراسته.
- 1954: حصل الأزرق بن علو على شهادة الأهلية من المعهد المذكور التابع لجامع الزيتونة بتونس وبفضل المساعي الحثيثة التي بذلها رئيس جمعية العلماء المذكورة العلامة الشيخ البشير الإبراهيمي، حصل عدد كبير من طلبة المعهد على على منحة دراسية لمواصلة دراستهم في عدد من البلدان العربية، فسافر الأزرق إلى سوريا حيث نال شهادة البكالوريا وانتسب للجامعة في مدينة دمشق.
- 1958: حصل الأزرق على منحة دراسية برفقة عدد من الطلبة عن طريق الحكومة الجزائرية المؤقتة لمواصلة الدراسة في بيوغسلافيا وبعد اقامة دامت أربع سنوات حصل على بكالوريوس في علم الاجتماع من جامعة بلغراد عاد الأستاذ الأزرق إلى أرض الوطن مباشرة بعد الاستقلال عام 1962.

## مهام بعد الاستقلال
باشر العمل في وزارة الخارجية. أرسل في 1963, برفقة السفير نورالدين جودى، إلى تانزانيا لفتح سفارة الجزائر في العاصمة دار السلام، وعمل فيها كمستشار وفي عام 1965 إلتحق بالسفارة الجزائرية في واشنطن وشغل بها منصب قائم بالأعمال. في سنة 1971 وبعد حصول على شهادة ماجستير في«العلاقات الدولية» قرر مواصلة الدراسة بهدف الحصول على دكتوراه.وقدم الاستقالة لوزارة الخارجية، وعاد إلى الولايات المتحدة، وانتسب إلى جامعة جونز هوبكينز بعد مرور سنة طرأت ظروف منعته من مواصلة الدراسة.ثم حصل على عمل مع شركة تصدر الحبوب إلى البلدان العربية وفي أوقات الفراغ قام ببحوث في مكتبة الكونغرس حول موضوع سلوك الإنسان وما يؤثر على حياته من انفعالات إيجابية وسلبية.
وكانت نتيجة هذه البحوث تأليف كتاب «الإنسان والقلق» وقام بنشاط مواز فركز اهتمامه على كتابة مقالات في موضوع كان يهمه في مجال «العلاقات الدولية».
نشر قسما منها في جريدة الشعب في العاصمة الجزائرية.
في عام 1978, التحق بمنظمة الأمم المتحدة للأغذية والزراعة في روما حيث عمل في إدارة الاعلام والترجمة إلى تاريخ التقاعد سنة 1995.

## مؤلفاته
ركز الأستاذ الأزرق بن علو جهوده منذ التسعينيات على البحث في مجالات ثقافية متعددة، واختار لمؤلفاته عنوان سلسلة عالم الثقافة، ونشرت معظم كتبه لدى الدار المصرية السعودية للطباعة والنشر في القاهرة، وأبرز كتبه:

### الكتب:[5]
1. كلمات تنعش الإنسان.
2. الشعر والحياة.
3. حصاد الأيام.
4. الإنسان والقلق.
5. نفحات من الأدب العالمي.
6. ذكريات وبصمات.
7. الرحلة.
8. الحكم والمواعظ.
9. بحوث ومقالات من فضاء السبعينيات.
10. أضواء.
11. قلائد الذهب.
12. منارات.
13. مقتطفات من عالم الثقافة (1).
14. مقتطفات من عالم الثقافة (2).

### المقالات
نشرت أغلب مقالاته في جريدة الشعب وتضمنت مواضيع أهمها:
1. • دور الأمم المتحدة.
2. • صندوق النقد الدولي.
3. • المجموعات الاقتصادية الأوروبية.
4. • مشاكل التنمية في البلدان النامية.
5. • علاقات الولاية المتحدة مع عدد من البلدان.
6. • مشاكل البيئة والتلوث.
7. • الصراع الدولي حول النفط والطاقة.
8. • سياسات البحار.
9. • تجارة السلاح

## وصلات خارجية
- الأزرق بن علو